# Gemeinde Dobrovnik

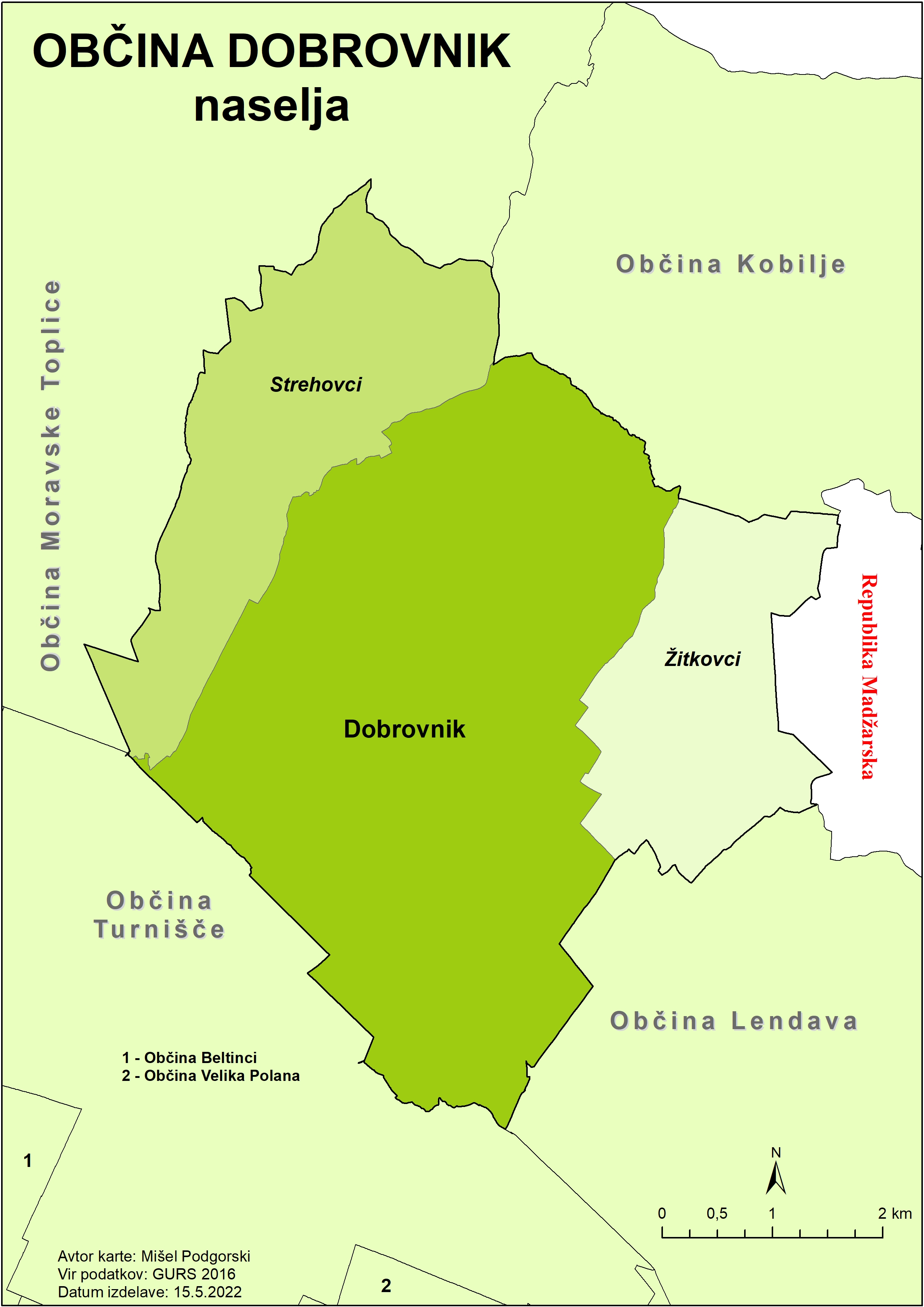
Ortschaften der Gemeinde Dobrovnik

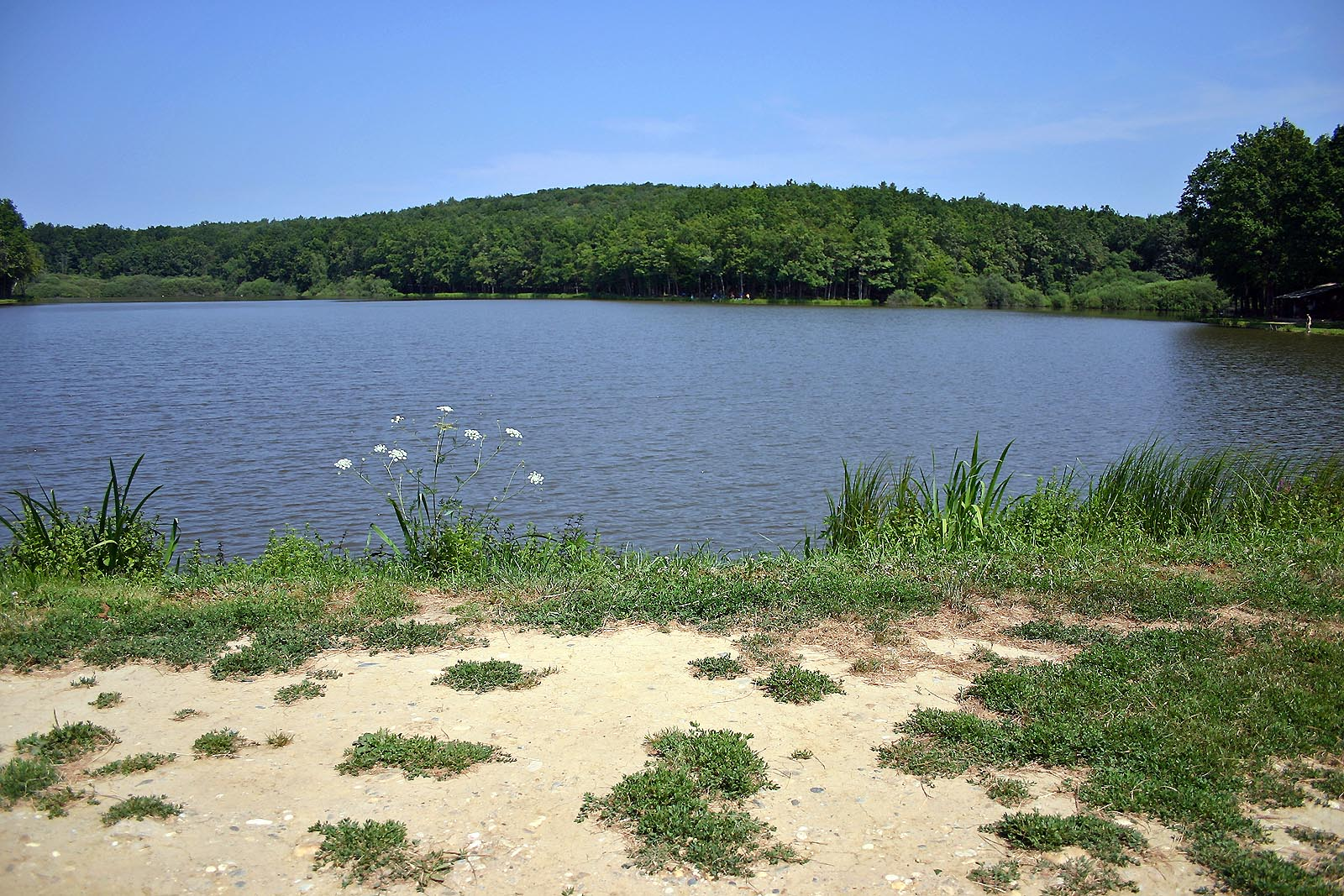
Der See Bukovniško jezero bei Dobrovnik

Die Gemeinde Dobrovnik, ungarisch Dobronak (deutsch Dobronack) ist eine Gemeinde in der Region Goričko, einem Teil der historischen Landschaft Prekmurje in Slowenien. Dobrovnik ist neben Hodoš (ungarisch: Hodos) eine der beiden Gemeinden in Slowenien, in denen ethnische Slowenen eine Minderheit der Bevölkerung bilden.
Hauptort und Verwaltungssitz ist die Ortschaft Dobrovnik.

## Lage
Dobrovnik liegt an der Grenze zu Ungarn im äußersten Nordosten des Landes in einem Weinanbaugebiet.
Das gesamte Gemeindegebiet gehört dem Dreiländerpark Raab-Goričko-Örseg an.

## Ortsteile der Gesamtgemeinde
Die Gemeinde besteht aus den Ortschaften
- Dobrovnik, ung. Dobronak
- Strehovci, ung. Őrszentvid
- Žitkovci, ung. Zsitkóc

## Nachbargemeinden
| Moravske Toplice           | Moravske Toplice                            | Kobilje |
| Moravske Toplice, Turnišče | Kompassrose, die auf Nachbargemeinden zeigt | Ungarn  |
| Turnišče                   | Turnišče, Lendava                           | Lendava |

## Sehenswürdigkeiten
- Landschaftsschutzpark Goricko